# Stadio di Wembley (2007)
Lo stadio di Wembley (in inglese Wembley Stadium, IPA /ˈwɛmbli/) è un impianto sportivo multifunzione britannico che si trova nell'omonimo quartiere di Londra, amministrativamente ricompreso nel borough di Brent.
Inaugurato nel 2007 dopo circa quattro anni di lavori, sostituisce lo storico preesistente stadio con lo stesso nome, casa della nazionale inglese di calcio per buona parte del XX secolo.
Così come il precedente, il nuovo stadio di Wembley è controllato dalla Football Association (FA) i cui uffici amministrativi si trovano nel corpo dell'edificio.
Oltre a essere l'impianto d'elezione della nazionale, è anche la sede delle semifinali e della finale della FA Cup e di altre competizioni nazionali calcistiche come Football League Trophy, FA Trophy e FA Vase; tra il 2017 e il 2019 fu utilizzato anche come impianto interno dal Tottenham, mentre in ambito europeo di club ha ospitato tre finali di Champions League.
È anche sede di eventi internazionali, come le finali dei tornei calcistici maschile e femminile dei giochi olimpici di Londra del 2012 e, più recentemente, delle semifinali e la finale del campionato europeo maschile 2020 e della finale di quello femminile 2022.
Il suo uso non è, tuttavia, limitato al solo calcio: ivi si svolsero le due gare di semifinale della Coppa del Mondo di rugby a 13 2013 e, sempre in tale disciplina, ospita annualmente la finale della Challenge Cup.
Nel rugby a 15, invece, fu sede di due gare della fase a gironi della Coppa del Mondo 2015 organizzata dall'Inghilterra.
Infine, fin dall'anno d'inaugurazione accoglie gare di football americano delle NFL International Series.
Il progetto dello stadio di Wembley è degli studi Populous e Foster+Partners, mentre l'ingegneria è a cura di Mott MacDonald, Sinclair Knight Merz e Aurecon, quest'ultima in particolare per la costruzione del tetto in metallo tubolare e l'arco alto più di 130 metri che sovrasta la struttura.
Lo stadio è capace di 90000 posti a sedere, grazie ai quali è, per capienza, il maggiore del Regno Unito e il secondo d'Europa dopo il Camp Nou di Barcellona.
Dal 2014 Wembley ha un contratto di naming con la compagnia di telefonia mobile EE Limited, a seguito del quale il nome commerciale dell'impianto è Wembley Stadium connected by EE.

## Storia

### Il vecchio Wembley
L'esigenza di un nuovo stadio nazionale inglese emerse già a metà degli anni novanta del ventesimo secolo, quando fu evidente che il vecchio stadio di Wembley, inaugurato più di settant'anni addietro, benché indubbiamente carico di storia non era più né adeguato né adattabile ai moderni standard richiesti alle attrezzature sportive del secolo incipiente.
Nel 1997 nacque The English National Stadium Development Company Ltd (successivamente Wembley National Stadium Ltd), società creata per gestire la transizione verso un nuovo impianto, e a cui la FA conferì nel 1999 la proprietà della storica struttura per il costo di 103 milioni di sterline.
L'11 settembre 2000 fu affidato al general contractor australiano Multiplex l'appalto, per un valore globale di 326500000 £, per la realizzazione del nuovo stadio.
In capo a Multiplex erano anche i lavori di demolizione della vecchia struttura, che chiuse ufficialmente i battenti un mese dopo la firma del contratto con un incontro internazionale tra Inghilterra e Germania.
Nonostante la generale consapevolezza della necessità di un nuovo stadio, sorsero resistenze per mantenere le due caratteristiche torri bianche in calcestruzzo sul fronte principale dell'edificio, classificate come monumento di seconda classe; l'apertura del cantiere, il 30 settembre 2002, coincise con l'inizio della demolizione del vecchio Wembley, ma le due torri non furono toccate finché il loro destino non fu deciso nel febbraio successivo quando fu chiaro che non avrebbero più potuto rimanere al loro posto per via del campo di gioco che doveva sorgere proprio sull'area da esse occupata, né essere smontate e spostate, perché troppo friabili e a rischio sbriciolamento.
Nell'intento di far comunque simbolicamente rivivere le due torri demolite, la FA decise di vendere campioni di calcestruzzo del fabbricato come souvenir e di utilizzare il laterizio di risulta della demolizione come materiale inerte nelle fondamenta del nuovo stadio.
La sommità di una delle due torri fu preservata dalla demolizione ed è in esposizione permanente in un parco pubblico di Brent, Saint Raphael's Estate.

### La realizzazione

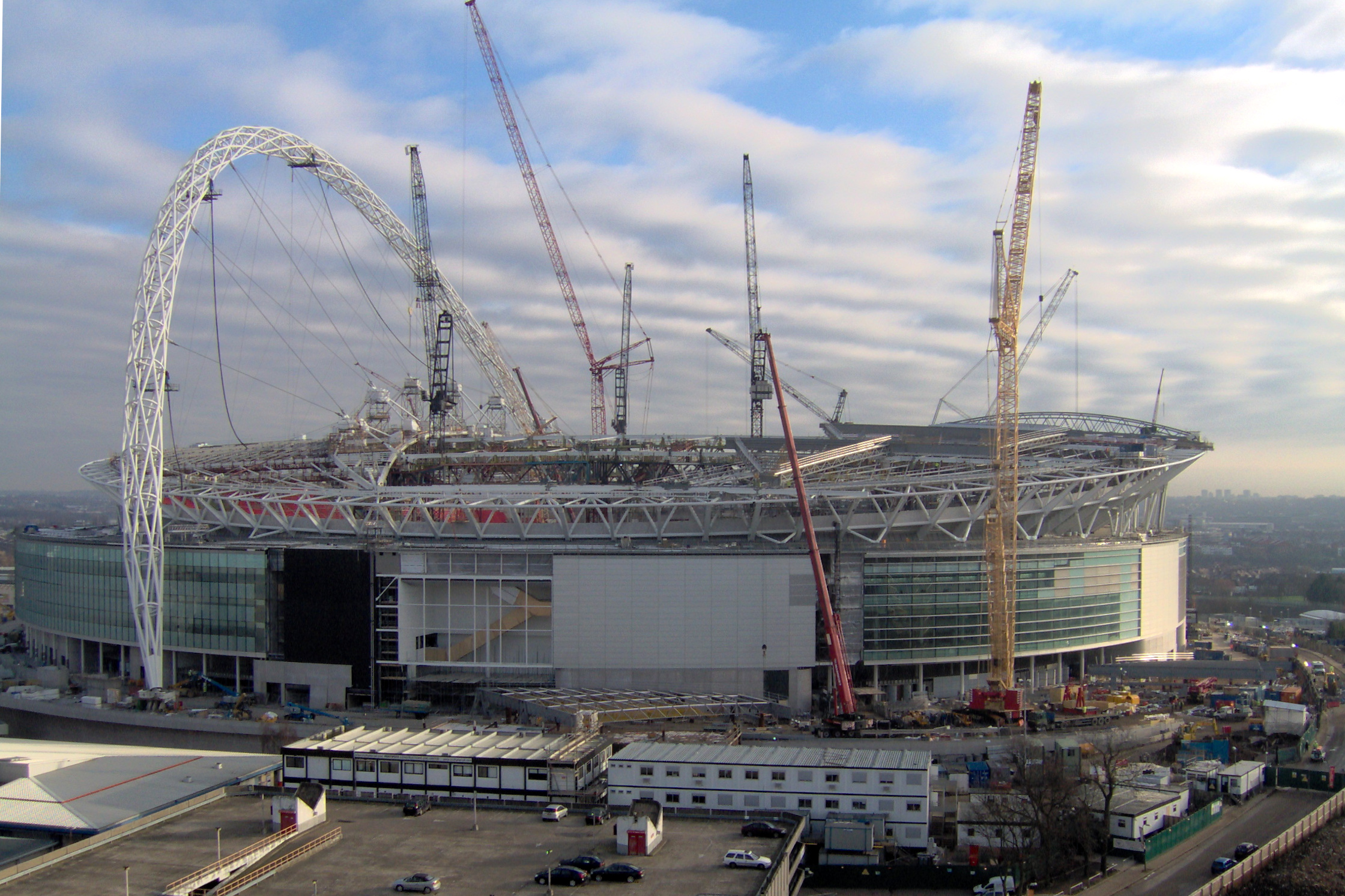
Fase della costruzione a gennaio 2006; si notino le persone al lavoro sull'arco

Multiplex affidò agli studi d'architettura Foster + Partners e HOK Sport Venue Event (oggi Populous) il progetto del nuovo stadio, i cui posti tutti a sedere si sviluppano verticalmente su tre gradinate, e che presenta una copertura parzialmente richiudibile.
L'elemento architettonico più rilevante dello stadio è, tuttavia, l'imponente arco in acciaio tubolare che sovrasta la struttura fino a un'altezza massima di 133 m sul piano stradale, progettato per richiamare la memoria delle due torri abbattute; la funzione dell'arco, i cui piedritti distano 315 m ed è inclinato di 22 gradi sull'asse ortogonale al terreno, è quella di sostenere l'intera copertura in metallo comprese le paratie mobili, e di evitare il ricorso a piloni di sostegno.

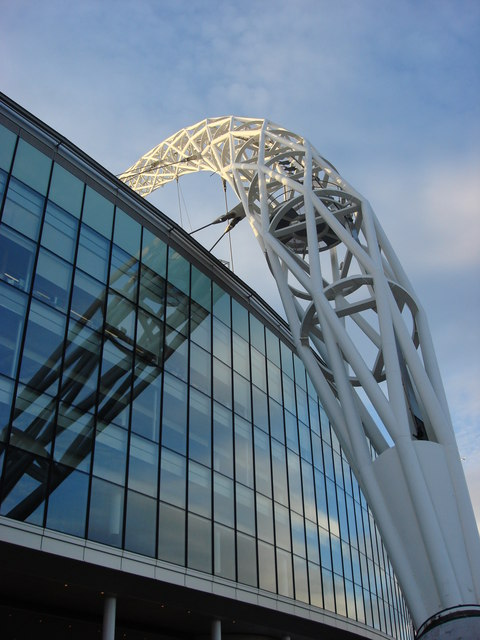
La base dell'arco all'estremità orientale dello stadio

Tutte le fasi della costruzione procedettero in ritardo su quanto pianificato: la citata demolizione avrebbe dovuto avere luogo due anni prima, ma problemi sia legali che finanziari provocarono lo slittamento in avanti dell'inizio lavori e altri contrattempi insorsero nel frattempo.
L'impossibilità di reperire fondi a tutto il 2000, infatti, bloccò l'apertura del cantiere nei tempi previsti, e ancora nel 2001 alla FA fu rifiutato un finanziamento dal ministero britannico della cultura, che faceva seguito al tentativo fallito di reperire fondi sul mercato.
Un anno più tardi il ministero tornò sulla sua decisione e decise di accordare un finanziamento di 20000000 £, mentre l'agenzia londinese per lo sviluppo ne garantì altri 21, che si sommavano ai 120 milioni già emessi da Sport England tramite una lotteria.
Tuttavia già a giugno 2003, a cantiere aperto da 9 mesi scarsi, i costi previsti erano lievitati fino a 757000000 £.
A inizio 2004 un incidente mortale rallentò ulteriormente i lavori: una piattaforma di metallo cadde da circa 100 metri abbattendosi su due operai, provocando la morte sul posto di uno dei due e il ferimento grave dell'altro; pochi mesi più tardi il fabbricante dell'arco, Cleveland Bridge, si ritirò dall'appalto denunciando presunte violazioni contrattuali da parte di Multiplex e citando contestualmente in giudizio il general contractor.
Successive indagini sull'incidente che coinvolse i due operai accertarono la responsabilità del subappaltatore PC Harrington Contractors, condannato a una multa di 150000 £ per inadempienze di obblighi di legge sulla sicurezza del lavoro.
Inoltre Cleveland Bridge si vide parzialmente rigettata dal tribunale l'istanza di rimborso avanzata contro Multiplex, mentre la stessa Wembley National Stadium Ltd declinò ogni responsabilità per i ritardi, asserendo che i lavori erano di responsabilità esclusiva della stessa Multiplex.
Nel 2006 l'opera, prevista per il 2003, non era ancora completata; la finale di FA Cup tra Liverpool e West Ham Utd dovette essere tenuta al Millennium Stadium di Cardiff.
A lavori strutturali terminati, durante le operazioni di escavazione per la preparazione del terreno di gioco emersero dal sottosuolo alcune fondamenta risalenti a più di un secolo prima: si scoprì che era quanto rimaneva della Watkin's Tower, una costruzione finanziata dall'imprenditore Edward Watkin che, nelle sue intenzioni, avrebbe dovuto superare in altezza di almeno 50 metri la parigina Torre Eiffel: i lavori furono interrotti nel 1894 e mai più ripresi, anche perché Watkin morì nel 1901; nel 1907 il moncone di struttura già costruito fu minato e brillato, le sue fondamenta ricoperte e, quindici anni più tardi, sepolte sotto le due torri del vecchio stadio di Wembley.
Con un ulteriore anno di ritardo sull'ultima scadenza prefissata, quindi, il nuovo stadio fu messo a disposizione della FA il 9 marzo 2007.
Wembley fu certificato per accogliere almeno 60000 spettatori una settimana più tardi, durante un'esibizione calcistica di squadre formate da celebrità dello spettacolo e personale delle ditte coinvolte nella costruzione; il 24 marzo successivo ottenne l'ulteriore idoneità ad accogliere eventi sportivi in occasione di un incontro amichevole tra le U-21 di Inghilterra e Italia terminata 3-3, che vide l'azzurro Giampaolo Pazzini, autore delle tre reti della sua squadra, passare alla cronaca come primo marcatore nel nuovo Wembley.
Superati tali test, poté ospitare le sue prime gare competitive: la prima fu la finale di FA Trophy il 12 maggio, vinta 3-2 dal Stevenage sul Kidderminster davanti a 53262 spettatori; l'allora ventiduenne James Constable, dello Stevenage, fu il primo giocatore a marcare un goal in partita ufficiale nel nuovo Wembley; una settimana più tardi fu il turno della finale di FA Cup, vinta 1-0 dal Chelsea sul Manchester Utd con un goal dell'ivoriano Didier Drogba.

### La fase operativa

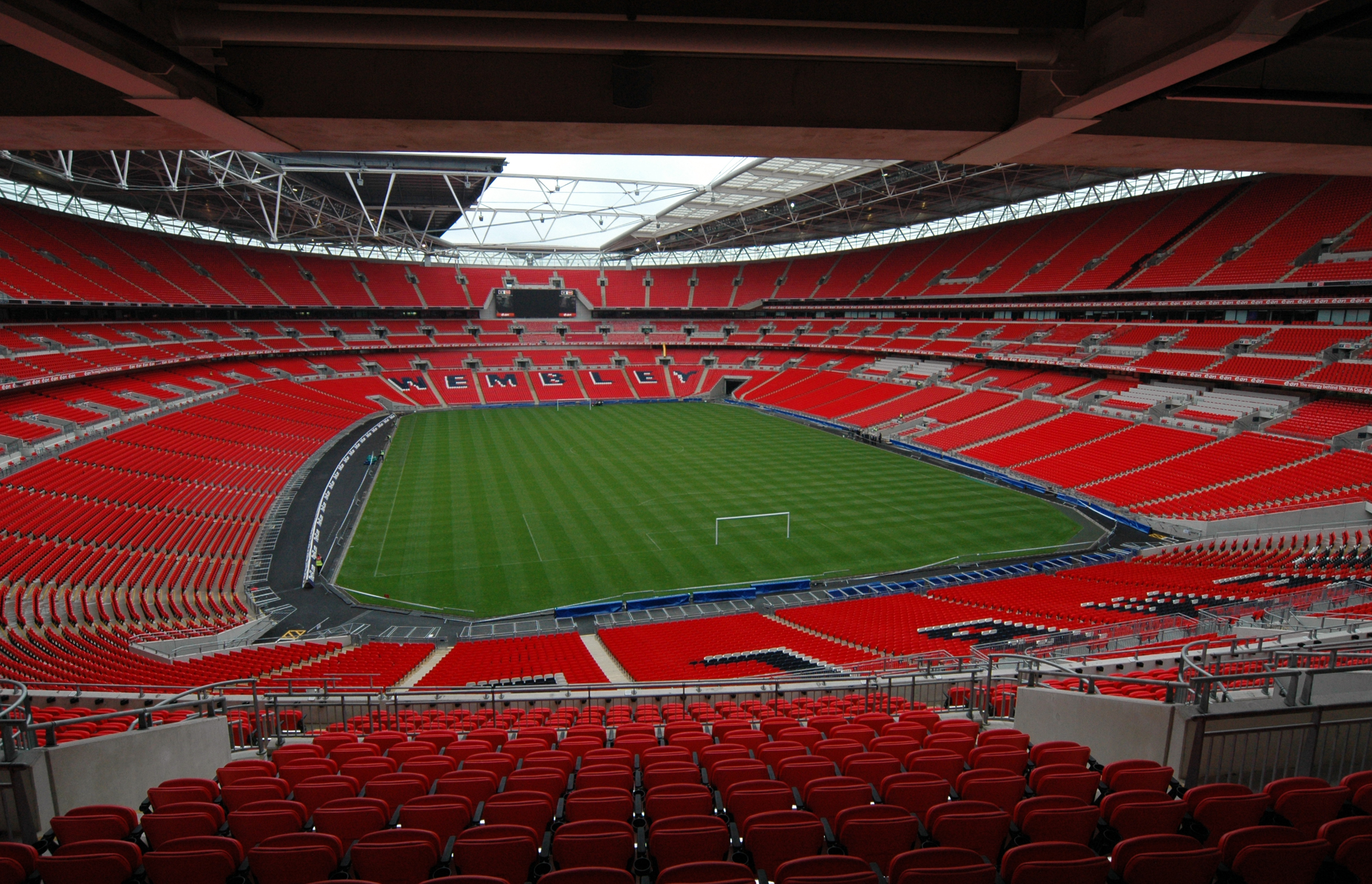
Interno dello stadio appena ultimato nel 2007

Il 1º giugno 2007 andò di scena a Wembley il primo incontro internazionale, un'amichevole tra Inghilterra e Brasile, terminata 1-1 con goal di John Terry e Diego; l'8 settembre successivo, invece, fu la volta del primo incontro internazionale ufficiale, valido per la qualificazione al campionato d'Europa 2008: l'Inghilterra batté 3-0 Israele.
In quanto di fatto proprietaria della struttura, la FA organizza in tale impianto le finali di tutte le manifestazioni calcistiche sotto la propria giurisdizione: oltre a essere l'impianto interno della nazionale inglese e sede della finale e delle semifinali di FA Cup, infatti, ivi si disputano la Community Shield maschile e femminile, la finale di EFL Trophy, la final four di English Football League, la finale di FA Cup femminile e altre competizioni delle divisioni inferiori.
Nel 2009 Wembley fu scelto dall'UEFA per ospitare la finale della 57ª Champions' League, in programma due anni più tardi.
Si trattava della prima finale in Inghilterra dal 2003 e della prima a Londra dal 1992, anno della finale di Coppa dei Campioni al vecchio Wembley tra Sampdoria e Barcellona, quest'ultimo presente anche nella finale del 2011, dalla quale uscì vittorioso 3-1 sul Manchester Utd.
Nel 2012 fu lo stadio che ospitò le gare londinesi del torneo calcistico della XXX Olimpiade: oltre a quelle della fase a gironi, infatti, Wembley fu sede della finale sia del torneo maschile che di quello femminile.
Il primo si risolse con una vittoria a sorpresa 2-1 del Messico sul Brasile, mentre il secondo vide le calciatrici degli Stati Uniti battere 2-1 il Giappone davanti a 80203 spettatori, record olimpico di affluenza per incontri di calcio femminile.

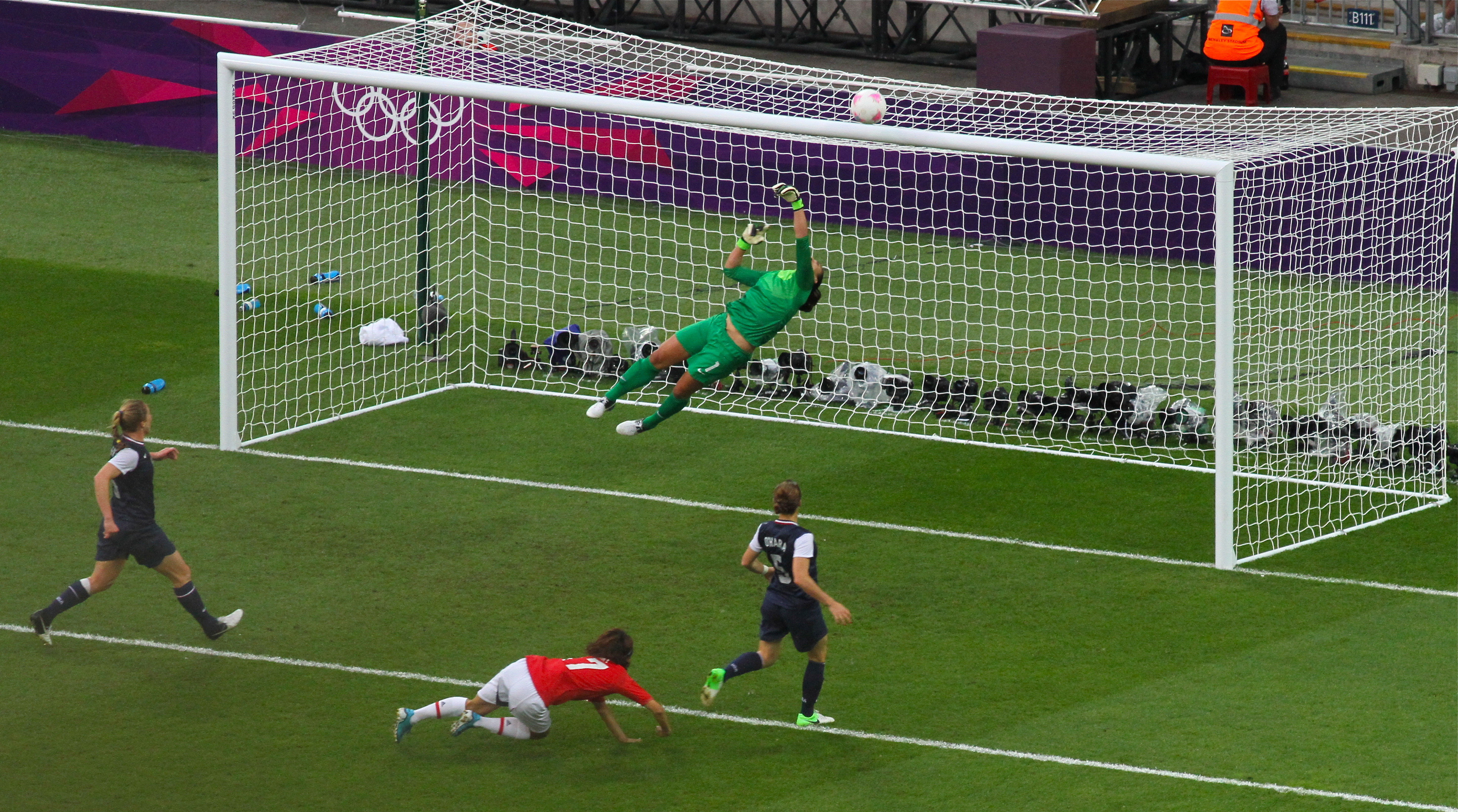
Hope Solo, portiere degli, respinge un tiro in porta durante la finale olimpica femminile 2012 contro il

L'anno successivo Wembley fu di nuovo teatro della Champions' League: l'assegnazione fu decisa dall'UEFA pochi giorni dopo la disputa di quella del 2011; si trattò della prima volta in cui allo stesso stadio fu conferita la finale due volte in tre stagioni.
In tale frangente si assisté alla prima finale di Champions' League tra due club della federazione tedesca, il Bayern Monaco e il Borussia Dortmund: vinsero 2-1 i bavaresi, nella circostanza campioni d'Europa per la quinta volta.
Nel 2014 la FA concluse un accordo di naming con la compagnia di telefonia mobile EE, sussidiaria di BT Group, a seguito del quale la struttura assunse il nome commerciale di Wembley Stadium connected by EE.
Nel 2016 il Tottenham chiese e ottenne dalla FA il permesso di usare Wembley per le gare di Champions League 2016-17 per via dell'inizio dei lavori di ricostruzione di White Hart Lane, lo stadio del club; un anno più tardi, con i lavori di ricostruzione a pieno regime, negoziò la permanenza per la stagione 2017-18 anche per le gare di campionato e FA Cup; ritardi nella concessione dell'agibilità del nuovo Tottenham Hotspur Stadium a causa di problemi di sicurezza indussero il club a chiedere una proroga dell'affitto che durò fino a marzo 2019 quando finalmente gli fu possibile prendere possesso del nuovo stadio.
In occasione del 16º campionato europeo di calcio, originariamente in programma tra giugno e luglio 2020 ma poi rinviato di un anno a causa della pandemia di COVID-19, Wembley fu destinato a ospitare il maggior numero d'incontri di tale edizione di torneo, che non prevedeva un Paese organizzatore.
In occasione del 60º anniversario della competizione, infatti, l'UEFA aveva distribuito le gare su varie città d'Europa e a Wembley erano state assegnate le tre gare del girone dell'Inghilterra, due ottavi di finale, le due semifinali e la finale, che la stessa Inghilterra disputò contro l'Italia, la quale si aggiudicò il titolo ai rigori.
Si trattò del primo grande torneo internazionale di scena al nuovo Wembley, dopo che il precedente aveva ospitato le finali del mondiale di calcio 1966 e dell'europeo 1996.
Nel 2022, inoltre, ospitò la rediviva Finalissima, competizione in gara unica tra la squadre campioni in carica d'Europa e del Sudamerica, tenutasi altre due sole volte in passato ‒ la più recente nel 1993 ‒ e che, con il nuovo nome di Coppa dei Campioni CONMEBOL-UEFA vide di fronte Italia e Argentina, con vittoria per 3-0 dei sudamericani davanti a 87112 spettatori; due mesi più tardi fu altresì sede della finale dell'europeo femminile 2022 nel corso della quale le inglesi, battendo la Germania, vinsero il loro primo titolo di sempre e diedero al Paese il secondo successo internazionale calcistico cinquantasei anni dopo la vittoria degli uomini nella Coppa Rimet 1966 contro lo stesso avversario e nello stesso luogo, anche se nel vecchio Wembley; nell'occasione gli 87192 spettatori testimoni dagli spalti dell'impresa delle giocatrici inglesi costituiscono il nuovo record nazionale di affluenza per il calcio femminile nel Regno Unito e quello assoluto della storia del campionato europeo, ivi compreso quello maschile.
A settembre 2019, inoltre, il comitato esecutivo dell'UEFA assegnò a Wembley la finale della Champions' League 2023-24, la terza nel nuovo stadio e l'ottava complessiva considerando anche il precedente edificio.
Il 1º giugno 2024 il Real Madrid si è aggiudicato la sua quindicesima Coppa vincendo 2-0 sui tedeschi del Borussia Dortmund.

## Caratteristiche
Come detto, il progetto fu curato dagli studi Foster + Partners e HOK Sport Venue Event.
L'impianto si sviluppa su tre gradinate completamente coperte.
Ai due estremi del tetto si trovano altrettante paratie scorrevoli in metallo che possono ridurre la superficie esposta al sole nelle giornate troppo luminose al fine di regolare il microclima necessario alla crescita dell'erba del prato; la chiusura completa del tetto non è prevista.

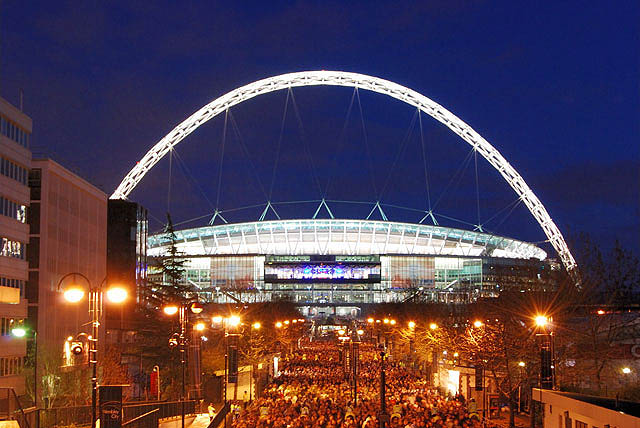
Wembley con l'arco illuminato

L'arco, l'elemento che caratterizza la struttura e la rende individuabile anche a grande distanza, fu realizzato da Cleveland Bridge interamente in acciaio tubolare; i suoi piedritti distano 315 m ed è inclinato di 22° rispetto all'asse ortogonale al terreno.
La sua altezza massima è 133 m sul piano stradale e la sua funzione è quella di sostenere il tetto dello stadio.
Pesante 1750 t, ha un diametro di 7 m ed è realizzato con 500 tubi d'acciaio.
Fu prefabbricato a Darlington da Cleveland Bridge, trasportato a Londra e assemblato in loco, e i martinetti ivi installati come tiranti sono capaci complessivamente di reggere un carico di 12000 t.

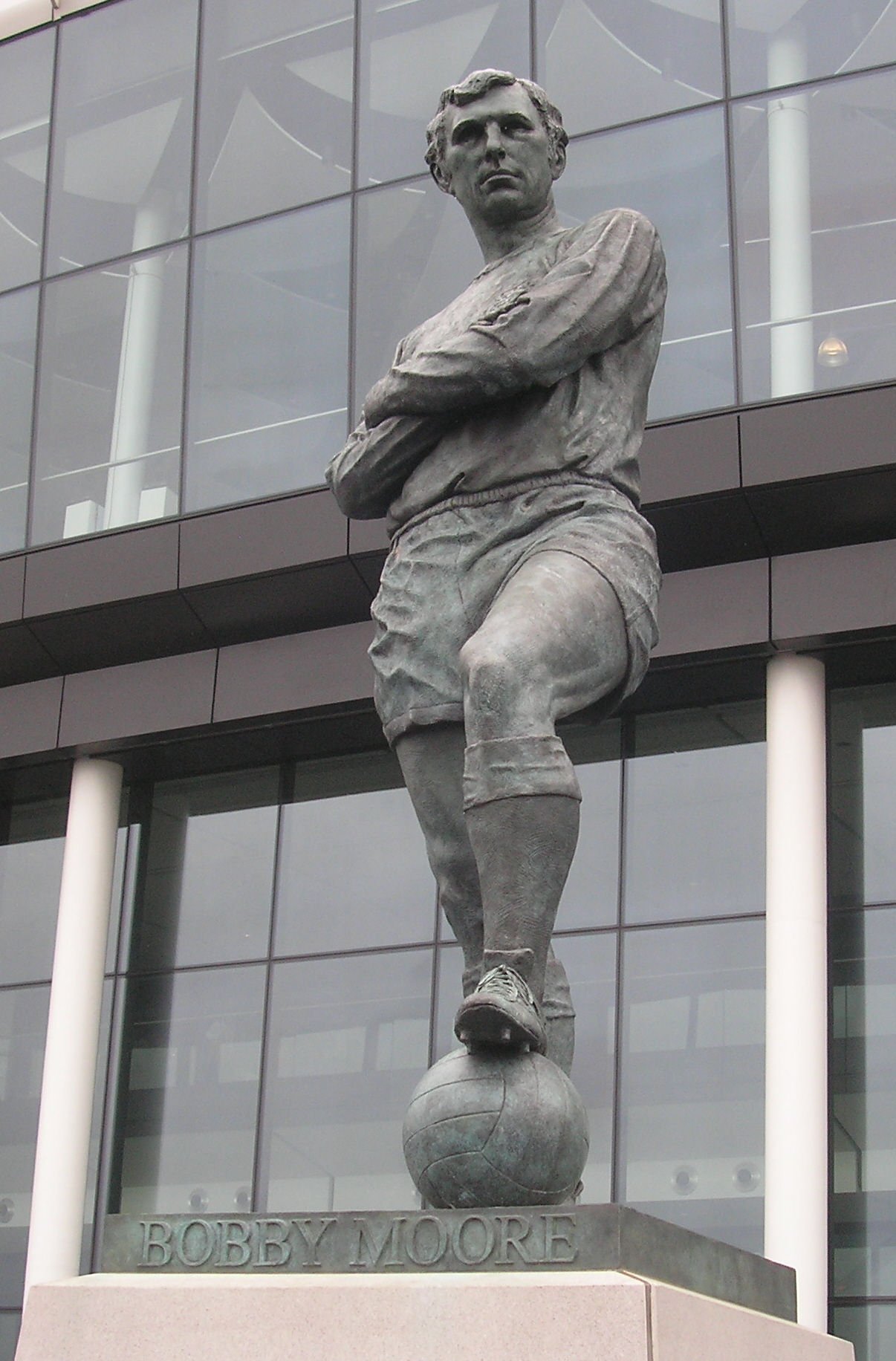
La statua dedicata a Bobby Moore all'esterno dello stadio

Per porre l'arco in posizione, al fine di renderlo idoneo a sostenere il tetto con tecnica affine a quella dei ponti strallati, occorsero varie fasi di lavorazione.
Innanzitutto l'arco, appoggiato su puntoni per permetterne il ribaltamento, fu sollevato fino a un angolo di 30° col terreno e ivi furono ancorati gli stralli per reggere il tetto; a seguire fu sollevato fino a 65° e all'estremità degli stralli fu ancorato il tetto.
Nella terza fase l'arco fu inclinato oltre la propria verticale a 100° al fine di fargli assumere la funzione di antenna di sostegno e di fare assumere agli stralli a esso ancorati quella di tiranti; a questo punto della lavorazione i cavi di tiraggio dal suolo non erano più necessari perché l'arco era bilanciato dal peso del tetto.
Infine l'arco fu inclinato di ulteriori 12° e, una volta serrati gli ancoraggi, furono rimossi tutti i puntoni; al termine di tale operazione l'arco sostiene il 60% della metà meridionale della copertura e delle paratie retraibili e il 100% di quella settentrionale, rendendo non necessaria l'installazione dei piloni di sostegno del tetto, che aggetta completamente dalla struttura di calcestruzzo armato dello stadio.
Gli stralli tramite cui è sostenuto sono lunghi complessivamente 180 m.
Dal punto di vista strutturale l'arco, così come il tetto, si avvalse delle competenze strutturali dello studio d'ingegneria Aurecon.
Tetto e arco sono completamente illuminati.
Il perimetro dello stadio è lungo 1 km e la profondità massima delle sue fondamenta è di 35 m, ovvero l'altezza delle due torri demolite.
Per la realizzazione della struttura furono usate 90000 t di calcestruzzo e 23000 d'acciaio, di cui 7000 per il tetto; il volume totale dello stadio è di circa 4000000 m³, paragonabile a quello del Millennium Stadium di Cardiff ma con una maggiore capienza.
Per quanto riguarda i servizi accessori, l'intero edificio è dotato di 2618 bagni.
Il terreno di gioco è in erba ibrida realizzata con tecnologia GrassMaster; il prato ha storicamente avuto problemi fin dall'inaugurazione dello stadio e una delle maggiori cause fu addebitata all'utilizzo per il football americano, specialmente a ridosso di appuntamenti calcistici importanti.
Lo stesso Jason Kelce, centro del Philadelphia Eagles, ammise la necessità di usare tacchetti più lunghi per poter giocare e allenarsi appropriatamente a football sul prato di Wembley, con il risvolto negativo dell'incremento dello stress meccanico sul terreno e il difficile recupero per l'utilizzo come campo da calcio; la situazione è migliorata quando anche il nuovo stadio del Tottenham ha affiancato Wembley nell'accoglienza delle gare di NFL International Series.
Tra le varie opere facenti parte dell'arredo esteriore dello stadio, figura una statua in bronzo, opera di Philip Jackson, raffigurante Bobby Moore, capitano della nazionale inglese campione del mondo 1966.
La statua fu inaugurata nel marzo 2007 dal suo compagno di squadra Bobby Charlton.

## Usi alternativi al calcio

### Altri sport

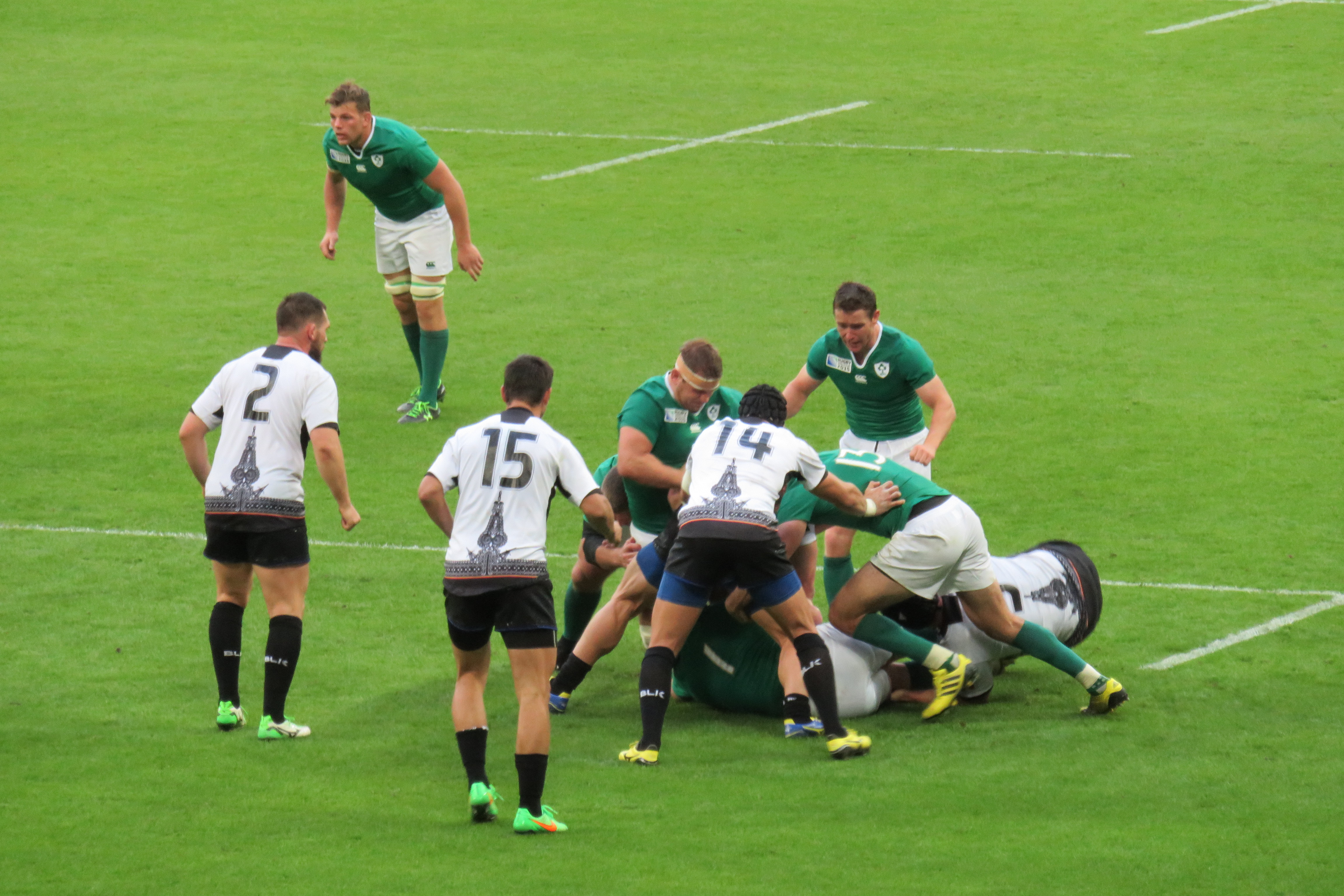
‒ alla, al 2023 record d'affluenza nella storia del torneo

Riprendendo la lunga tradizione storica del vecchio Wembley, il nuovo stadio divenne fin dalla sua apertura la sede fissa della finale della Challenge Cup di rugby a XIII: la prima occasione fu nell'agosto 2007, quando a contendersi il titolo furono i Draghi Catalani di Perpignano, in Francia, e i britannici del St Helens, club del Merseyside che si aggiudicò l'incontro per 30-8.
Nel 2011 Wembley ospitò i suoi primi incontri internazionali di XIII dal 1997 durante il Four Nations, quando il Galles fu battuto 0-36 dalla Nuova Zelanda e l'Australia batté 36-20 l'Inghilterra.
Due anni più tardi fu la sede delle due semifinali della Coppa del Mondo di rugby a XIII organizzata dall'Inghilterra nel 2013: nella prima di esse la Nuova Zelanda batté i padroni di casa per 20-18 e, nell'altra, i campioni in carica dell'Australia sconfissero 64-0 Figi.
L'appuntamento totalizzò 67575 spettatori, migliore affluenza al nuovo Wembley per un incontro internazionale di tale disciplina e seconda migliore considerando anche il vecchio stadio.

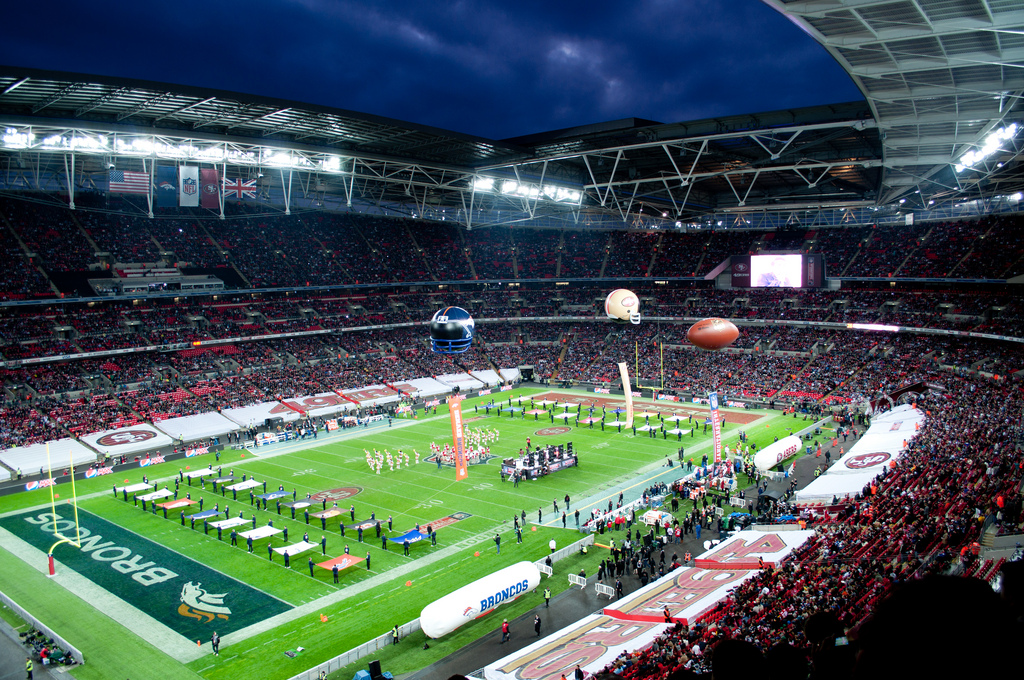
Denver Broncos e San Francisco 49ers nel NFL Internationals 2010

Per quanto riguarda invece il rugby a XV, Wembley non ha una grande tradizione, stante la presenza a Londra dello stadio di Twickenham, di proprietà della federazione rugbistica inglese: tuttavia esso ospitò ugualmente alcuni incontri di alto livello, il primo dei quali nel 2008, come match di chiusura del tour australiano in Europa tra i Barbarians e gli Wallabies, vinto 18-11 da questi ultimi.
Il club londinese dei Saracens utilizzò saltuariamente Wembley per i propri incontri interni, in particolare per quelli di Coppa Europa e quelli di cartello in Premiership; in uno di questi ultimi, un derby contro gli Harlequins, fu battuto il record d'affluenza per un incontro di club di rugby a XV, 83889 spettatori paganti; un anno più tardi, per lo stesso incontro, il record fu ritoccato a 84068.
Ancora nel 2015 Wembley fu tra gli stadi utilizzati per le gare della 8ª Coppa del Mondo di rugby; furono due gli incontri ivi tenutisi, entrambi nella fase a gironi, i quali registrarono le maggiori affluenze del torneo: Nuova Zelanda ‒ Argentina, cui assistettero 89019 spettatori e, una settimana più tardi, Irlanda ‒ Romania, record assoluto di presenze della Coppa del Mondo con 89267 spettatori.
Neanche la successiva finale tra Nuova Zelanda e Australia ebbe un'affluenza simile, perché si tenne a Twickenham, capace di poco più di 80000 posti.
Anche nel football americano Wembley ha una consolidata tradizione, iniziata con il vecchio impianto negli anni ottanta; dopo l'inaugurazione della nuova struttura il direttore generale della National Football League Roger Goodell espresse l'auspicio che Wembley potesse ospitare diversi incontri NFL per stagione (NFL International Series) e che Londra, nel lungo periodo, fosse in grado di sostenere una propria franchise britannica.
Il primo incontro NFL che ivi si tenne fu il 28 ottobre 2007, New York Giants contro Miami Dolphins, vinto dai primi 13-10 davanti a 81176 spettatori; in seguito il St. Louis Rams, la cui proprietà detiene anche quote del club calcistico dell'Arsenal, pianificò un match annuale a Wembley tra il 2012 e il 2014.
Altre franchise NFL si sono succedute a Londra, la più recente dei quali il Jacksonville Jaguars, in calendario fino al 2020 nonostante l'annullamento degli ultimi incontri a causa della pandemia di COVID-19.
Wembley ospitò anche due incontri di pugilato di grande interesse internazionale: il 31 maggio 2014 fu di scena il match tra i due britannici Carl Froch e George Groves per la riunificazione delle corone mondiali IBF e WBA dei supermedi: Froch vinse per fuori combattimento all'ottava ripresa davanti a 80000 spettatori, record dell'epoca.
Tre anni più tardi, per l'incontro di unificazione dei titoli WBA e IBF dei massimi tra il britannico Anthony Joshua e l'ucraino Vladimir Kličko, lo stadio conobbe un nuovo record d'affluenza per la boxe di circa 90000 spettatori, che assistettero alla vittoria del pugile di casa per fuori combattimento all'undicesima ripresa.

### Usi non sportivi

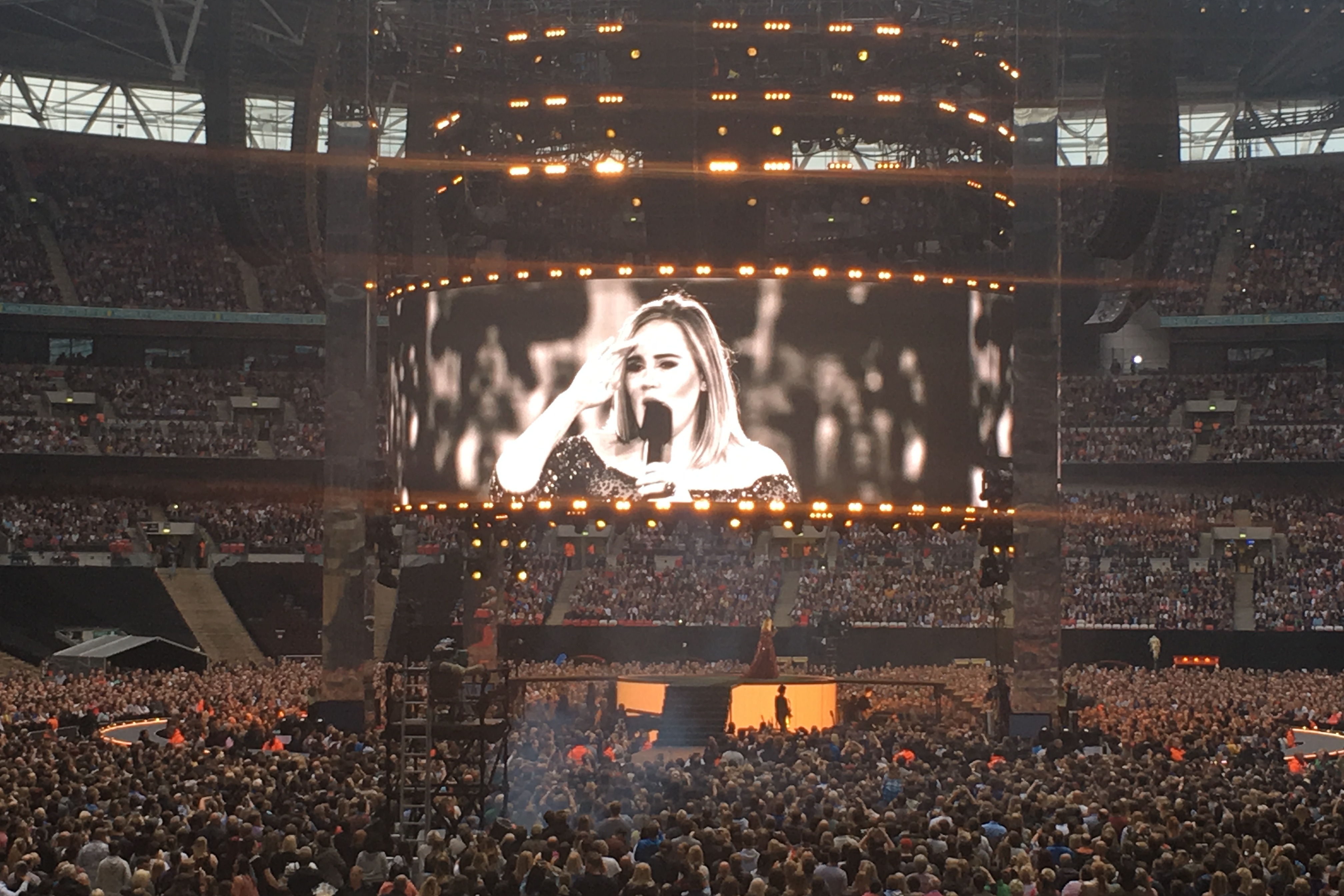
Adele in un suo tutto esaurito del 2017

Wembley è utilizzata spesso come sede di concerti: il primo in assoluto che ivi si tenne, a pochi mesi dall'inaugurazione, fu quello di George Michael il 9 giugno 2007; i Bon Jovi, protagonisti dell'ultima esibizione musicale nel vecchio Wembley, avrebbero dovuto essere anche i primi di scena nel nuovo, ma i ritardi d'ultimazione dell'impianto costrinsero il gruppo statunitense a spostare la tappa londinese in un'altra sede.
Subito dopo George Michael fu il turno dei Muse che nelle due serate del 16 e 17 giugno 2007 registrarono il tutto esaurito e dal concerto trassero un DVD dal vivo, HAARP.
Tra gli altri vari artisti e gruppi esibitisi a Wembley figurano gli australiani AC/DC nel giugno 2009 e i californiani Green Day un anno più tardi davanti a 90000 spettatori.
Nel corso di un concerto tenutosi a giugno 2013, gli statunitensi Killers presentarono un brano scritto appositamente per omaggiare il nuovo stadio, The Wembley Song.
Il record d'affluenza per esibizioni musicali, tuttavia, appartiene ad Adele: il 28 e 29 giugno 2017, nelle due serate di chiusura del suo Adele Live 2016 che, nonostante il nome, coprì due anni, la cantante inglese si esibì di fronte a quasi 200000 spettatori complessivamente, circa 98000 a concerto.

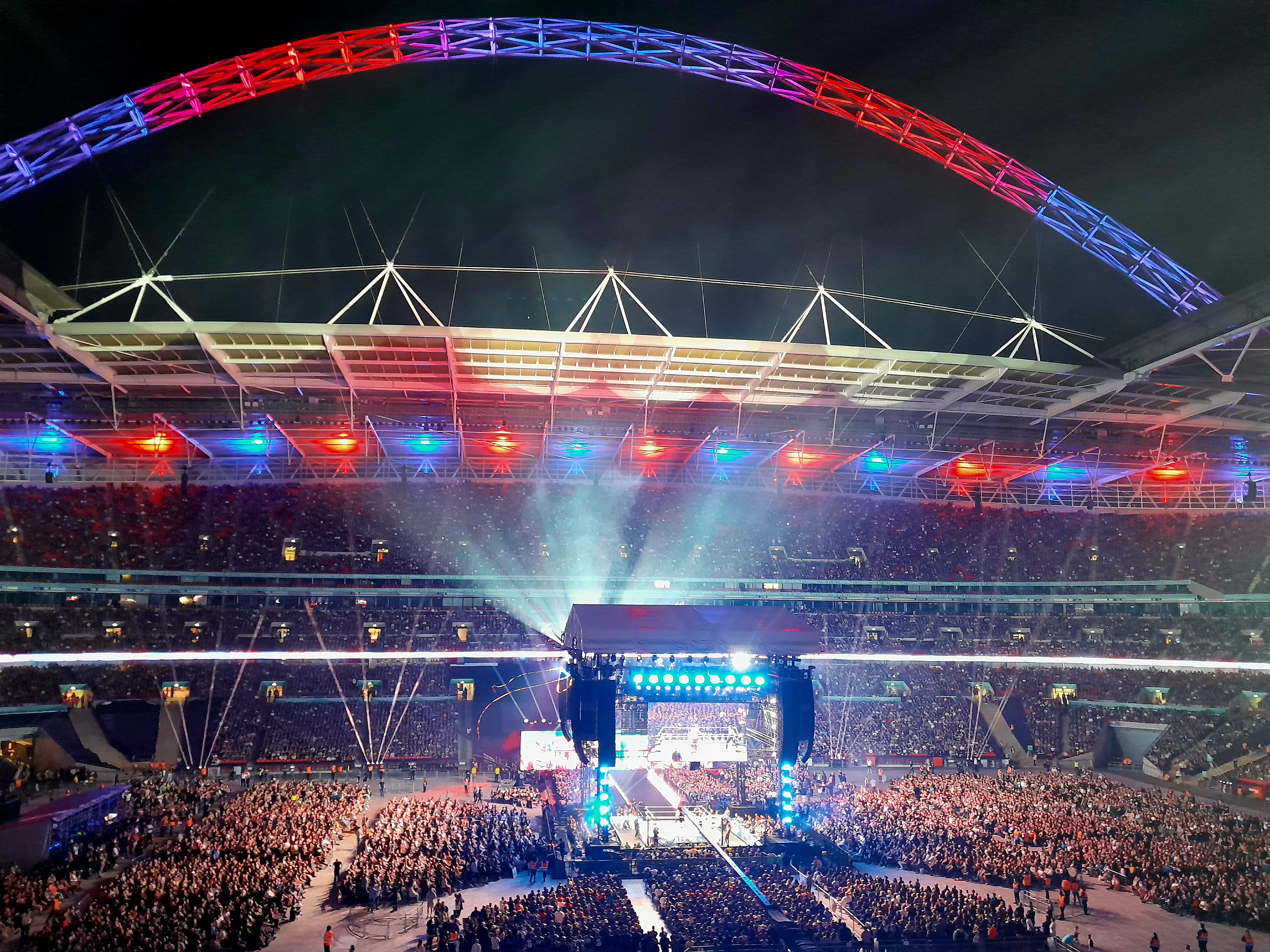
Vista dello stadio durante AEW All In 2023

Nel giugno 2019, prima che le restrizioni dovute alla pandemia di COVID-19 proibissero ulteriori spettacoli, fu di scena la boy band sudcoreana BTS e, nel prosieguo del mese, fu il turno di una réunion delle Spice Girls, che si esibirono in tre serate, le ultime del loro tour.
Ancora, lo stadio vide due serate di una formazione largamente rinnovata dei Fleetwood Mac, che dei membri storici presentava solo Mick Fleetwood, John McVie e Stevie Nicks.
Infine, a luglio, un'altra formazione storica della scena rock inglese, gli Who, si esibì a Wembley a quarant'anni di distanza dall'ultimo concerto nel precedente stadio.
Nel 2023 vi si è anche tenuta un'estemporanea esibizione di wrestling professionistico della AEW.
Fra giugno e agosto del 2024 lo stadio ospita otto date dell'Eras Tour di Taylor Swift.
Nelle serate del 15 e 16 agosto 2025 lo stadio ha ospitato le due tappe del Deadline World Tour delle Blackpink.
Per motivi di sicurezza le strutture sopraelevate dello stadio sono accessibili solo agli addetti ai lavori; tuttavia il 9 giugno 2015 l'arrampicatore inglese James Kingston, di Southampton, ottenne il permesso di salire sull'arco e di raggiungerne la sommità; in precedenza Kingston aveva scalato altre strutture edili, talora senza autorizzazione.

## Incontri internazionali di rilievo

### Calcio
| Arbitro: | Mark Clattenburg |

|            |           |                 |
| Hulk 90+1’ | Marcatori | 1’, 75’ Peralta |

| Arbitro: | Bibiana Steinhaus |

|               |           |           |
| Lloyd 7’, 53’ | Marcatori | 62’ Ōgimi |

| Arbitro: | Björn Kuipers |

|                                               |                      |                                   |
| Bonucci 67’                                   | Marcatori            | 2’ Shaw                           |
| Berardi Belotti Bonucci Bernardeschi Jorginho | Tiri di rigore 3 – 2 | Kane Maguire Rashford Sancho Saka |

| Arbitro: | Piero Maza |

|  |           |                                          |
|  | Marcatori | 28’ Martínez 45+1’ Di María 90+4’ Dybala |

| Arbitro: | Kateryna Monzul' |

|                      |           |            |
| Toone 62’ Kelly 111’ | Marcatori | 79’ Magull |

### Rugby a 13
| Arbitro: | Ben Cummins |

|                                        |      |                                    |
| O’Loughlin 17’ Watkins 58’ Burgess 67’ | mt   | 31’, 44’ Tuivasa-Sheck 80’ Johnson |
| Sinfield 17’, 67’                      | tr   | 31’, 80’ Johnson                   |
| Sinfield 26’                           | c.p. | 39’, 53’ Johnson                   |

| Arbitro: | Richard Silverwood |

| |    |  |
| 9’ Thurston 15’, 61’ Boyd 19’ Cronk 22’, 40’, 68’ Hayne 35’ Papalii 54’ Tamou 72’ Morris 79’ Fifita | mt |  |
| 9’, 19’, 22’, 35’, 40’, 54’, 61’, 68’, 72’, 79’ Thurston                                            | tr |  |

### Rugby a 15
| Arbitro: | Wayne Barnes |

|                            |      |                       |
| A. Smith 56’ Cane 66’      | mt   | 20’ Petti             |
| Carter 56’, 66’            | tr   | 20’ Sánchez           |
| Carter 4’, 10’, 19’, 40+3’ | c.p. | 29’, 37’, 42’ Sánchez |

| Arbitro: | Craig Joubert |

|                                                       |      |                 |
| Bowe 19’, 62’ Earls 29’, 44’ R. Kearney 65’ Henry 74’ | mt   | 78’ Tonița      |
| Madigan 19’, 44’, 62’, 74’                            | tr   | 78’ Vlaicu      |
| Madigan 8’, 18’                                       | c.p. | 11’ Calafeteanu |